# Zora Kostková
Zora Kostková (* 16. února 1952 Plzeň) je česká herečka a divadelní pedagožka, po svém otci Jiřím Kostkovi sestra herce Petra Kostky a teta herečky Terezy Kostkové. Po studiích na pražské DAMU je od roku 1974 dodnes v trvalém angažmá v Divadle Josefa Kajetána Tyla v Plzni. Její bývalý manžel je Antonín Procházka. V červenci 2008 byla oceněna plzeňským oceněním – plaketou Bohumila Kulhánka.
Sedm let vyučovala fonetiku a herectví na Plzeňské konzervatoři, externě spolupracuje i se Západočeskou univerzitou v Plzni, vyučuje komunikační dovednosti.
Jedná se o spoluautorku česko-francouzské knihy pro děti Mlhášek.